# Liga Colombiana de Béisbol Profesional 2009-10
La temporada de la Liga Colombiana de Béisbol Profesional 2009-10 o Copa DirecTV por motivos comerciales fue la 34° edición de este campeonato. Comenzó el 23 de octubre de 2009 y terminó el 30 de enero de 2010. Un total de 4 equipos participaron en la competición. 

## Sistema de juego
La primera fase llamada temporada regular la jugaron los cuatro equipos entre sí disputando 54
juegos, 27 de local y 27 de
visitante. Los tres mejores clasificaron al round robin. La final la disputaron los
2 primeros equipos de la fase
anterior siendo campeón el
ganador de 4 de 6 juegos.

## Equipos participantes
| Equipo                   | Fundación | Departamento | Ciudad       | Estadio                   | Capacidad |
| Caimanes de Barranquilla | 1984      | Atlántico    | Barranquilla | Estadio Tomás Arrieta     | 8 000     |
| Tigres de Cartagena      | 1996      | Bolívar      | Cartagena    | Estadio Once de Noviembre | 12 000    |
| Leones de Montería       | 2003      | Córdoba      | Montería     | Estadio 18 de Junio       | 11 000    |
| Toros de Sincelejo       | 2003      | Sucre        | Sincelejo    | Estadio 20 de Enero       | 10 000    |

## Temporada regular
| Pos | Equipo                   | JG | JP | JJ | AVG.  | Dif |
| --- | ------------------------ | -- | -- | -- | ----- | --- |
| 1.  | Caimanes de Barranquilla | 30 | 24 | 54 | 0,556 | --- |
| 2.  | Leones de Montería       | 30 | 24 | 54 | 0,556 | --- |
| 3.  | Toros de Sincelejo       | 25 | 29 | 54 | 0,463 | 5,0 |
| 4.  | Tigres de Cartagena      | 23 | 31 | 54 | 0,426 | 7,0 |

|  | Clasificados al Round Robin |
|  | Eliminados.                 |

## Round Robin
Disputado del 3 al 20 de enero de 2010 en 18 juegos.
| Pos | Equipo                   | JG | JP | JJ | AVG.  | Dif |
| --- | ------------------------ | -- | -- | -- | ----- | --- |
| 1.  | Caimanes de Barranquilla | 8  | 4  | 12 | 0,667 | --- |
| 2.  | Leones de Montería       | 6  | 7  | 13 | 0,462 | 2,5 |
| 3.  | Toros de Sincelejo       | 5  | 8  | 13 | 0,385 | 3,5 |

|  | Clasificados al play off final |
|  | Eliminados.                    |

- Leones de Montería ganó el paso a la final en juego extra contra Toros de Sincelejo[4]

### Programación
| Toros    | 9 : 2   | Leones   | Estadio 18 de Junio, Montería       | 3 de enero  | 17:00 |
| Leones   | 2 : 8   | Caimanes | Estadio Tomás Arrieta, Barranquilla | 4 de enero  | 19:00 |
| Toros    | 8 : 18  | Caimanes | Estadio Tomás Arrieta, Barranquilla | 5 de enero  | 19:00 |
| Leones   | 6 : 13  | Toros    | Estadio 20 de Enero, Sincelejo      | 6 de enero  | 19:00 |
| Caimanes | 0 : 2   | Toros    | Estadio 20 de Enero, Sincelejo      | 7 de enero  | 19:00 |
| Caimanes | 1 : 7   | Leones   | Estadio 18 de Junio, Montería       | 8 de enero  | 19:30 |
| Toros    | 15 : 14 | Leones   | Estadio 18 de Junio, Montería       | 9 de enero  | 16:00 |
| Leones   | 2 : 1   | Caimanes | Estadio Tomás Arrieta, Barranquilla | 10 de enero | 17:00 |
| Toros    | 8 : 10  | Caimanes | Estadio Tomás Arrieta, Barranquilla | 11 de enero | 19:00 |
| Leones   | 7 : 3   | Toros    | Estadio 20 de Enero, Sincelejo      | 12 de enero | 19:00 |
| Caimanes | 11 : 8  | Toros    | Estadio 20 de Enero, Sincelejo      | 13 de enero | 19:00 |
| Caimanes | 5 : 7   | Leones   | Estadio 18 de Junio, Montería       | 14 de enero | 19:30 |
| Toros    | 11 : 3  | Leones   | Estadio 18 de Junio, Montería       | 15 de enero | 19:39 |
| Caimanes | 11 : 7  | Leones   | Estadio 18 de Junio, Montería       | 16 de enero | 16:00 |
| Caimanes | 21 : 7  | Toros    | Estadio 20 de Enero, Sincelejo      | 17 de enero | 17:00 |
| Leones   | 12 : 4  | Toros    | Estadio 20 de Enero, Sincelejo      | 18 de enero | 19:00 |
| Leones   | 5 : 9   | Caimanes | Estadio Tomás Arrieta, Barranquilla | 19 de enero | 19:00 |
| Toros    | 0 : 7   | Caimanes | Estadio Tomás Arrieta, Barranquilla | 20 de enero | 19:00 |

| Toros | 4 : 12 | Leones | Estadio 18 de Junio, Montería | 21 de enero | 17:00 |

## Play Off Final
Se diaputaron 6 juegos del 23 al 30 de enero.
| Pos | Equipo                   | JG | JP | JJ | AVG.  | Dif |
| --- | ------------------------ | -- | -- | -- | ----- | --- |
| 1.  | Caimanes de Barranquilla | 4  | 2  | 6  | 0,667 | --- |
| 2.  | Leones de Montería       | 2  | 4  | 6  | 0,333 | 2   |

|  | Campeón    |
|  | Subcampeón |

### Serie
| Serie Final LCBP de 2009/10 Leones de Montería 2–4 Caimanes de Barranquilla |          |                       |                 |                       |
| Juego                                                                       | Fecha    | Resultado             | Serie (LEO-CAI) | Lugar                 |
| 1                                                                           | Enero 23 | Leones 2, Caimanes 17 | 0–1             | Estadio Tomás Arrieta |
| 2                                                                           | Enero 24 | Leones 1, Caimanes 2  | 0–2             | Estadio Tomás Arrieta |
| 3                                                                           | Enero 26 | Caimanes 8, Leones 3  | 0–3             | Estadio 18 de Junio   |
| 4                                                                           | Enero 27 | Caimanes 4, Leones 5  | 1–3             | Estadio 18 de Junio   |
| 5                                                                           | Enero 28 | Caimanes 2, Leones 3  | 2–3             | Estadio 18 de Junio   |
| 6                                                                           | Enero 30 | Leones 1, Caimanes 9  | 2–4             | Estadio Tomás Arrieta |

| Colombia                                        |
| Campeón Caimanes de Barranquilla Séptimo título |

## Los Mejores
- Temporada regular[5]

### Bateadores
| Promedio de bateo (BA) | Promedio de bateo (BA) | Promedio de bateo (BA) |
| ---------------------- | ---------------------- | ---------------------- |
| 1                      | Carlos Sosa (TOR)      | .389                   |
| 2                      | Raimond Serrano (TOR)  | .367                   |
| 3                      | Adron Chambers (CAI)   | .365                   |

| Carreras anotadas (R) | Carreras anotadas (R) | Carreras anotadas (R) |
| --------------------- | --------------------- | --------------------- |
| 1                     | Jonathan Tucker (TIG) | 52                    |
| 2                     | Antoin Gray (TOR)     | 47                    |
| 3                     | Juan Francia (LEO)    | 46                    |

| Carreras impulsadas (RBI) | Carreras impulsadas (RBI) | Carreras impulsadas (RBI) |
| ------------------------- | ------------------------- | ------------------------- |
| 1                         | Carlos Sosa (TOR)         | 55                        |
| 2                         | Raimond Serrano (TOR)     | 47                        |
| 3                         | Carlos Villalobos (CAI)   | 46                        |

| Bases Robadas (SB) | Bases Robadas (SB)    | Bases Robadas (SB) |
| ------------------ | --------------------- | ------------------ |
| 1                  | Juan Francia (LEO)    | 27                 |
| 2                  | Jonathan Tucker (TIG) | 18                 |
| 3                  | Adrom Chambers (CAI)  | 11                 |

| Jonrones (HR) | Jonrones (HR)         | Jonrones (HR) |
| ------------- | --------------------- | ------------- |
| 1             | Carlos Sosa (TOR)     | 16            |
| 2             | Juan C. Diaz (TIG)    | 11            |
| 3             | Raimond Serrano (TOR) | 10            |

| Hits (H) | Hits (H)             | Hits (H) |
| -------- | -------------------- | -------- |
| 1        | Juan Francia (LEO)   | 74       |
| 2        | Diover Ávila (LEO)   | 69       |
| 3        | Adron Chambers (CAI) | 69       |

| Dobles (2B) | Dobles (2B)              | Dobles (2B) |
| ----------- | ------------------------ | ----------- |
| 1           | Carlos Villalobos (CAI)  | 16          |
| 2           | Jhonatan Salazar (CAI)   | 14          |
| 3           | Reinaldo Rodríguez (LEO) | 14          |

| Triples (3B) | Triples (3B)           | Triples (3B) |
| ------------ | ---------------------- | ------------ |
| 1            | Adron Chambers (CAI)   | 7            |
| 2            | Diover Ávila (LEO)     | 4            |
| 3            | Manuel Rodriguez (TIG) | 4            |

### Lanzadores
| Juegos Ganados (W) | Juegos Ganados (W)    | Juegos Ganados (W) |
| ------------------ | --------------------- | ------------------ |
| 1                  | Manuel Basilio (LEO)  | 4-0 (1.000)        |
| 2                  | Jhon Billy Diaz (CAI) | 4-1 (0.800)        |
| 3                  | Emmanuel Elloa (LEO)  | 6-2 (0.750)        |

| Efectividad (ERA) | Efectividad (ERA)      | Efectividad (ERA) |
| ----------------- | ---------------------- | ----------------- |
| 1                 | Jhon Billy Diaz (CAI)  | 1.41              |
| 2                 | Yosandry Ibañez (CAI)  | 2.22              |
| 3                 | Ezequiel Astacio (TOR) | 2.69              |

| Ponches (SO) | Ponches (SO)          | Ponches (SO) |
| ------------ | --------------------- | ------------ |
| 1            | Edgar Ramírez (TIG)   | 74           |
| 2            | Lorenzo Barcelo (LEO) | 45           |
| 3            | Yosandry Ibañez (CAI) | 42           |

| Juegos Salvados (SV) | Juegos Salvados (SV) | Juegos Salvados (SV) |
| -------------------- | -------------------- | -------------------- |
| 1                    | Angel Tovar (TIG)    | 12                   |
| 2                    | Hector Almonte (LEO) | 10                   |
| 3                    | Javier Garcia (CAI)  | 3                    |

### Jugador más Valioso - Premio "Orlando Ramírez"
| Ganador     | Equipo   | Pos. | Fase              |
| ----------- | -------- | ---- | ----------------- |
| Carlos Sosa | Toros    | OF   | Temporada regular |
| Mark Soray  | Caimanes | RF   | Final             |